# Here We Are
Here We Are è un musical del 2023 con musiche e testi di Stephen Sondheim e libretto di David Ives.
Il musical, liberamente tratto dai film di Luis Buñuel Il fascino discreto della borghesia e L'angelo sterminatore, è stato portato al debutto nell'Off-Broadway nell'ottobre 2023 dopo oltre un decennio di lavorazione e quasi due anni dopo la morte di Sondheim.

## Trama

### Atto I
Una domenica mattina Leo e Marianne Brink trovano il loro lussuoso appartamento di Manhattan invaso da amici e conoscenti: Fritz, la sorella socialista di Marianne, Raffael Santello Di Santicci, l'ambasciatore di Miranda, il chirurgo plastico Paul Zimmer e la sofisticata moglie Claudia. Tutti gli ospiti affermano di essere stati invitati dai Brink per il brunch anche se nessuno, inclusi i padroni di casa, riescono a ricordare i dettagli precisi su come e quando l'invito sia stato esteso. Deciso a intrattenere i propri ospiti ma senza cibo in casa, Leo decide di portare tutti fuori per il brunch e il gruppo si mette alla ricerca di un posto in cui mangiare.
La loro prima tappa è il Cafe Everything che, pur vantando un menù infinito, non riesce a soddisfare le loro richieste dato che, come il cameriere annuncia prima di suicidarsi fuori scena, quella mattina hanno la dispensa vuota. Mentre il gruppo, sempre più affamato, comincia ad innervosirsi, dettagli dei trascorsi dei personaggi cominciano a emergere: Raffael è l'amante sia di Marianne che di Claudia, mentre l'anticapitalismo di Frintz non si manifesta solo a parole, dato che la giovane è ai vertici di un gruppo anarchico pronto a scatenare una rivoluzione.
Il gruppo si reca quindi al Bistro À La Mode, dove però vengono informati che non potranno essere serviti: il personale sta infatti ufficiando il funerale dello chef all'interno del locale. Affamati e imperterriti, i sei si dirigono all'Osteria Zeno, dove le loro ordinazioni vengono interrotte dall'arrivo del Colonnello Martin, che annuncia disordini imminenti e indaga su un cartello della droga. Il tentativo di brunch viene ulteriormente vanificato dall'arrivo di un aitante soldato, che racconto loro di aver sognato proprio loro e l'incontro con Fritz la notte precedente. Fritz e il giovane si innamorano all'istante e la giovane, nel pieno del trasporto emotivo, dimentica di tenerersi in contatto con i suoi compagni rivoluzionari.
Dato che anche il terzo tentativo di mangiare si è rivelato vano, Raffael decide di invitare tutti quanti (compresi il soldato e il colonnello) all'ambasciata di Miranda e qui il gruppo viene raggiunto da un vescovo desideroso di cambiare la propria professione. Quando i nove si stanno per mettere finalmente a tavola, Fritz riconosce nel maggiordomo dell'ambasciata il capo dei rivoluzionari e, mentre tutti si mettono a tavola, i rumori fuori dall'ambasciata annuncia lo scoppio dei disordini.

### Atto II
Dopo aver cenato Raffael comincia ad invitare i suoi ospiti a tornare a casa, ma questi continuano a posticipare la partenza con una serie di pretesti, finché tutti decidono di trascorrere la notte in sala da pranzo. Mentre tutti dormono Fritz e il soldato si appartano insieme a hanno un rapporto sessuale; Marianne vede un orso passeggiare per la stanza. La mattina dopo al gruppo vengono serviti solo avanzi per colazione e quando Raffael chiede al maggiordomo e alla cameriera il motivo, i due rispondono che il cuoco è sparito e la dispensa è vuota. Lentamente il gruppo si rende conto che nessuno di loro riesce a lasciare la stanza: nonostante la porta sia aperta, nessuno riesce a varcare la soglia.
La situazione degenera rapidamente: mentre Leo afferma di frequentare bordelli, facendo infuriare Marianne, il soldato scopre che Fritz fa parte della rivoluzione. Con il passare dei giorni e lo scarseggiare del cibo la situazione si fa via via sempre più disperata: dopo un attacco di cuore, Leo diventa sempre più debole e Marianne trova conforto nel vescovo, con cui parla dell'esistenza mentre mangiano pagine di Racconto di due città e la neve comincia misteriosamente a cadere dal soffitto. La fame e la sete portano vecchi risentimenti in superficie e anche il maggiordomo che, armato di pistola, si era inizialmente proclamato capo del gruppo, perde la sua autorevolezza. 
Prima di morire, Leo confessa di aver iniziato la sua scalata al successo rapinando e uccidendo due persone. Raffael propone di placare qualunque forza li tenga intrappolati nella stanza con un sacrificio umano ma, poco prima che l'ambasciatore venga sacrificato, Marianne si rende conto che tutti loro si ritrovano esattamente nella posizione in cui si trovava prima di scoprire di non poter lasciare la stanza. Il gruppo prova quindi a ricreare il momento della drammatica scoperta nella speranza che ciò spezzi l'incantesimo. Per quanto il tentativo sia vano, qualcosa comincia a cambiare: il pianoforte, muto dal momento in cui erano rimasti chiusi dentro, ricomincia a suonare e Leo si risveglia all'improvviso. Gli undici allora ricreano ancora una volta la scena e scoprono di essere finalmente liberi di lasciare la sala da pranzo.
Tornato all'aria aperta, il gruppo riflette sull'esperienza vissuta e mentre Marianne, Leo, Claudia, Paul e Fritz decidono di andare a fare il brunch i rumori della rivoluzione cominciano a farsi sentire ancora.

## Brani musicali
Atto I
- "Here We Are" (Overture) – Orchestra
- "The Road 1" (Parte 1) – Marianne, Leo, Fritz, Claudia, Paul, Raffael
- "The Road 1" (Parte 2) – Marianne, Leo, Fritz, Claudia, Paul, Raffael
- "The Road 1" (Parte 3) – Marianne, Leo, Fritz, Claudia, Paul, Raffael
- "Café Everything" (Brindisi 1) – Marianne, Leo, Fritz, Claudia, Paul, Raffael, Cameriera
- "Waiter's Song" – Cameriere, Marianne, Leo, Fritz, Claudia, Paul, Raffael
- "The Road 2" – Marianne, Leo, Fritz, Claudia, Paul, Raffael
- "Bistro à La Mode" (Brindisi 2) – Marianne, Leo, Fritz, Claudia, Paul, Raffael
- "It Is What It Is" – Woman
- "The Road 3" – Marianne, Leo, Fritz, Claudia, Paul, Raffael
- "Osteria Zeno" (Brindisi 3) – Marianne, Leo, Fritz, Claudia, Paul, Raffael
- "The Soldier's Dream" – Soldato, Fritz, Marianne, Leo, Claudia, Paul, Raffael, Cameriere
- "The Road 4" (Parte 1) – Soldato, Colonnello Martin, Marianne, Leo, Fritz, Claudia, Paul, Raffael
- "The Road 4" (Parte 2) – Soldato, Colonnello Martin, Marianne, Leo, Fritz, Claudia, Paul, Raffael
- "Oh, Look, Here's the Embassy!" – Orchestra
- "Bishop's Song" – Vescovo
- "End of Act One" – Cast

Atto II
- "Entr'acte" – Orchestra
- "Digestion" – Cast
- "Shine" – Marianne
- "Hesitation" – Cast
- "Double Duet" – Soldato, Fritz
- "Interlude 1: Marianne and the Bear" – Orchestra, Marianne
- "Interlude 2: Wandering" – Orchestra, Cast
- "Interlude 3: Snow" – Orchestra, Marianne, Vescovo
- "Hesitation" (Reprise) – Orchestra, Cast
- "Exit Music" – Orchestra

## Creazione
Grande appassionato di cinema e ammiratore di Luis Buñuel, Stephen Sondheim pensò inizialmente di scrivere un adattamento teatrale del Fascino discreto della borghesia nei primi anni ottanta insieme a James Lapine, ma abbandonò rapidamente il progetto per dedicarsi invece a quello che sarebbe diventato Sunday in the Park with George. Nel 2012 iniziò a collaborare con David Ives a un nuovo musical e nel 2014 fu annunciato che sarebbe stato un adattamento di due film di Buñuel: Le charme discret de la bourgeoisie ed El ángel exterminador.
Un primo workshop del musical si tenne al Public Theater New York nel 2016 con un cast che annoverava Matthew Morrison, Shuler Hensley, Heidi Blickenstaff, Sierra Boggess, Gabriel Ebert, Sarah Stiles, Michael Cerveris e Jennifer Simard. Il regista Joe Mantello fu invitato ad assistere in qualità di spettatore e, successivamente, si unì al progetto in veste di collaboratore e poi regista. A questo stadio il musical non aveva ancora un titolo ufficiale: mentre tra il pubblico si era diffusa la voce che si sarebbe intitolato semplicemente Buñuel, durante le fasi di lavorazione il titolo fu argomento di discussione tra gli autori e varie alternative discusse includevano Bon Appetit, Square One, Charm, Let’s Eat!, Don’t Be Absurd.
Dopo un altro worksho nel 2017 con Kelli O'Hara e Steven Pasquale, la creazione dello show rallentò negli anni successivi e l'indecisione di Sondheim su come gestire la partitura del secondo atto lo spinse a considerare l'idea di abbandonare completamente il progetto nel 2020 e tornò a dedicarsi a un'idea avuta con Ives nel 2012 su uno show che si sarebbe dovuto intitolare All Together Now. Nell'aprile 2021 affermò in un'intervista con il New York Times che difficilmente avrebbe finito il musical tratto dai film del regista spagnolo.
Le difficoltà nella scrittura del secondo atto riguardavo prevalentemente la natura della musica che i personaggi avrebbero dovuto interpretare, dato che la struttura claustrofobica della scena non lasciava spazio ad espressioni musicali. Lo stesso Buñuel, avendo fatto una considerazione simile, non aveva voluto alcuna colonna sonora nelle sezioni più claustrofobiche del film. Fu Mantello che nel maggio 2021, un anno dopo che Sondheim e Ives avevano rinunciato al progetto, suggerì al compositore e al librettista che il secondo atto non aveva sostanzialmente bisogno di una partitura. L'idea fu accolta positivamente e, dopo ulteriori revisioni, una prima lettura del copione integrale si svolse nel settembre 2021 con Bernadette Peters e Nathan Lane. Nello stesso meso, durante un'intervista al The Late Show with Stephen Colbert, Sondheim annunciò che il progetto era nuovamente in cantiere con il titolo Square One.
Dopo la morte di Sondheim nel novembre 2021, Ives e Montello decisero di lasciare inalterata la partitura e di non assumere un altro compositore per scrivere altre canzoni, dedicandosi solamente alla revisione del libretto. Nel marzo 2023 fu annunciato che il musical, frutto di una collaborazione decennale, avrebbe avuto la sua prima mondiale a New York nell'autunno dello stesso anno.

## Il debutto
Dopo un periodo di rodaggio iniziato l'8 settembre, il musical ha avuto la sua prima mondiale al The Shed il 22 ottobre 2023. Joe Mantello curava la regia, scenografie e costumi erano di David Zinn, mentre Jonathan Tunick, storico collaboratore di Sondheim, curò gli arrangiamenti della partitura e la direzione musicale era affidata ad Alexander Gemignani. Il cast era composto da: Bobby Cannavale (Leo), Rachel Bay Jones (Marianne), David Hyde Pierce (Vescovo), Francois Battistle (Colonnello), Amber Gray (Claudia), Jin Ha (soldato), Steven Pasquale (Raffael), Jeremy Shamos (Paul), Tracie Bennett (cameriera/domestica) e Denis O'Hare (cameriere/maggiordomo). Il musical è rimasto in cartellone fino al 21 gennaio 2024.